# موسوعة نقوش الهند
موسوعة نقوش الهند هي النشرة الرسمية للمسح الأثري للهند (ASI) من عام 1882 إلى عام 1977. حرَّر جيمس بورجيس [الإنجليزية] المجلد الأول في عام 1882. ونُشر بين عامي 1892 و1920 كملحق ربع سنوي لمجلة الآثار الهندية [الإنجليزية].
يُصدر جزء واحد في كل ربع سنة، وثمانية أجزاء تشكل مجلدًا واحدًا من هذه الدورية؛ بحيث يُصدر مجلد واحد مرة واحدة كل عامين. وقد صدر من هذه المجلة حوالي 43 مجلدًا. وقد حرره رؤساء فرع علم الكتابات في هيئة المسح الأثري للهند .

## المحررون
- ج. بورجيس [الإنجليزية] : المجلد الأول (1882) والمجلد الثاني (1894)
- هاء هولتزش [الإنجليزية] : المجلد الثالث (1894–95)، المجلد الرابع (1896–97)، المجلد الخامس (1898–99)، المجلد السادس (1900–01)، المجلد السابع (1902–03)، المجلد الثامن (1905–06)، المجلد التاسع (1907–08)
- ستين كونو : المجلد العاشر (1909-1910)، المجلد الحادي عشر (1911-1912)، المجلد الثاني عشر (1913-1914)، المجلد الثالث عشر (1915-1916)
- ف.و. توماس [الإنجليزية]: المجلد الرابع عشر (1917-1918)، المجلد الخامس عشر (1919-1920)، المجلد السادس عشر (1921-1922)
- ه. كريشنا ساستري [الإنجليزية]: المجلد السابع عشر (1923–24)، المجلد الثامن عشر (1925–26)، المجلد التاسع عشر (1927–28)
- هيراناند شاستري [الإنجليزية]: المجلد العشرون (1929–30)، المجلد الحادي والعشرون (1931–32)
- إن بي تشاكرافارتي [الإنجليزية]: المجلد الثاني والعشرون (1933–34)، المجلد الثالث والعشرون (1935–36)، المجلد الرابع والعشرون (1937–38)، المجلد الخامس والعشرون (1939–40)، المجلد السادس والعشرون (1941–42)
- ن. لاكشمينارايان راو وبي.تش. شبرا [الإنجليزية]: المجلد السابع والعشرون (1947–48) [2]
- دنشدار سركار [الإنجليزية]: المجلد الثامن والعشرون (1949–50) - بالاشتراك مع تشابرا، المجلد الثلاثون (1951-1952) - بالاشتراك مع ن. لاكشمينارايان راو، المجلد الحادي والثلاثون (1955-1956)، المجلد الثاني والثلاثون (1957-1958)، المجلد الثالث والثلاثون (1959-1960)، المجلد الرابع والثلاثون (1960-1961)، المجلد الخامس والثلاثون (1962-1963)، المجلد السادس والثلاثون (1964-1965)
- غويد سواميرو غي [الإنجليزية]: المجلد XXXVII (1966–67)، المجلد XXXVIII، المجلد XXXIX، المجلد XL
- كولويش رامش [الإنجليزية]: المجلد الحادي والأربعون (1975-1976)، المجلد الثاني والأربعون (1977-1978)

## مساهمون آخرون
- أغسطس هيرمان فرانكي [الإنجليزية]
- أوريل شتاين
- ف. فينكايا [الإنجليزية]
- روبرت سويل
- ديواط بهانداركار [الإنجليزية]
- ج. ف. فوجل [الإنجليزية]
- ف. و. أورتيل [الإنجليزية]
- إن كيه أوجها
- ف ي بارجتير [الإنجليزية]
- ف. كيلهورن [الإنجليزية]
- جون فيثفول فليت [الإنجليزية]
- كيه إيه نيلاكانتا ساستري [الإنجليزية]
- كيه فيه سوبرامانيا أيار [الإنجليزية]
- تي جوبيناثا [الإنجليزية]

## الملحق العربي والفارسي
كما نشرت الجمعية الأمريكية للتاريخ ملحقًا باللغتين العربية والفارسية من عام 1907 إلى عام 1977. في حين حرر إي. دينيسون روس المجلد الأول في عام 1907 في مدرسة كلكتا حرر جوزيف هوروفيتز المجلدين الثاني والثالث، وكان محرروا المجلدات اللاحقة هم غلام يزداني (1913-1940)، ومولوي م. أشرف حسين (1949-1953) وأ.ز. ديساي [الإنجليزية] (1953-1977). ومنذ عام 1946، حرر مساعد المشرف على النقوش العربية والفارسية المجلدات، وهو منصب خاص أنشأته حكومة الهند لهذا الغرض.

## روابط خارجية
- الموقع الرسمي لهيئة المسح الأثري في الهند.
- أول 36 مجلدًا متاحًا عبر الإنترنت في المكتبة الرقمية الهندية